# Parascatopse litorea
Parascatopse litorea is een muggensoort uit de familie van de Scatopsidae. De wetenschappelijke naam van de soort is voor het eerst geldig gepubliceerd in 1925 door Edwards.